# 展萼金丝桃
展萼金丝桃（学名：Hypericum lancasteri）为藤黄科金丝桃属下的一个种。

## 扩展阅读
- 維基物種上的相關：展萼金丝桃